# Gaststätte Zur Altenburg

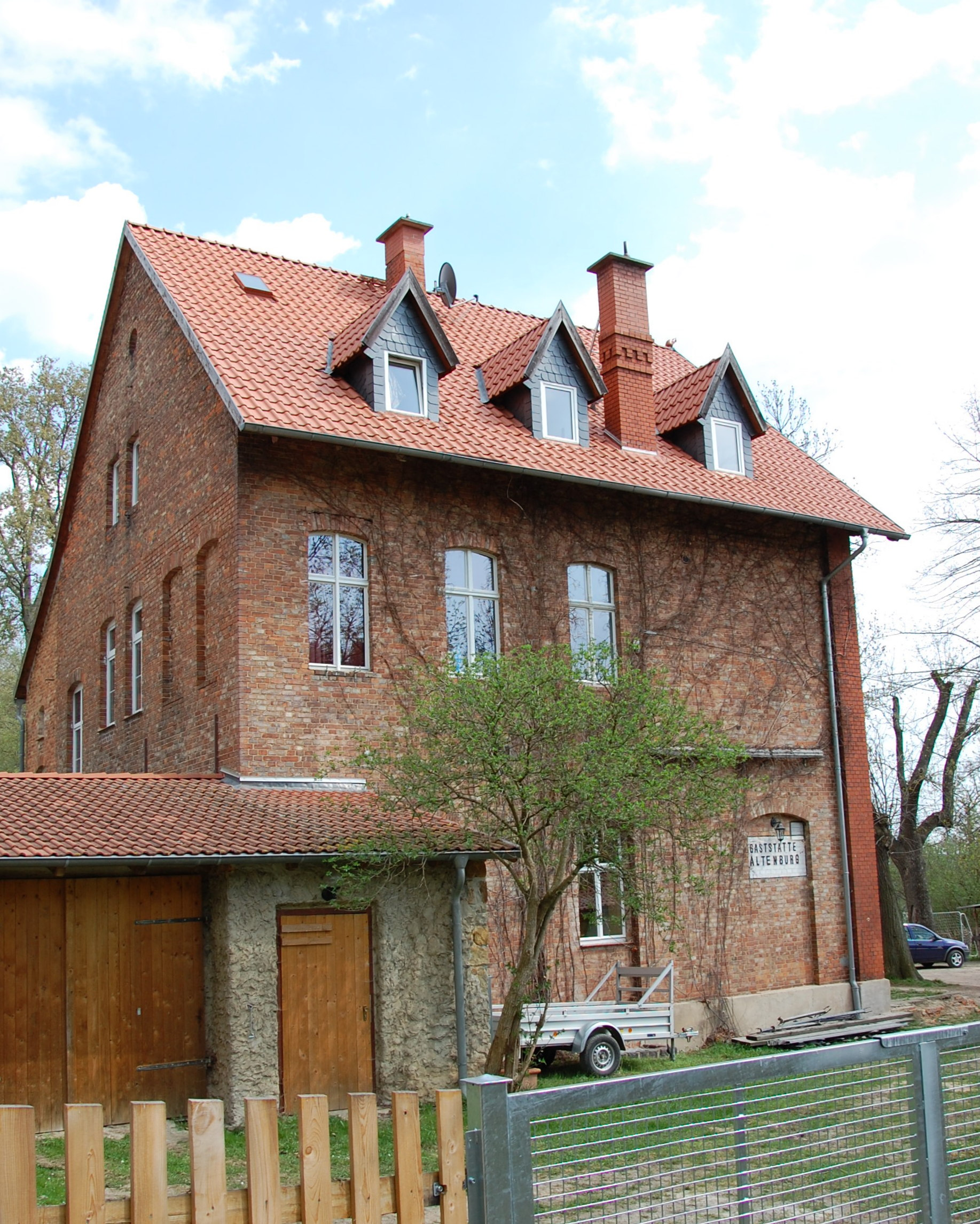
Ehemalige Gaststätte Zur Altenburg, Westseite

Die Gaststätte Zur Altenburg ist ein denkmalgeschütztes Gebäude in Quedlinburg in Sachsen-Anhalt.

## Lage
Das Gebäude ist im Quedlinburger Denkmalverzeichnis eingetragen und befindet sich in einem Waldgebiet südwestlich der Stadt Quedlinburg, an der Adresse Unter der Altenburg 2. Das Haus liegt etwa 200 Meter nördlich der Straße, in einer Hanglage deutlich oberhalb der Straße.

## Architektur und Geschichte
Bis 1760 bestand an dieser Stelle die Walkmühle unter der Altenburg. In der zweiten Hälfte des 19. Jahrhunderts entstand das heutige Gebäude im Stil der Gründerzeit als Um- bzw. Neubau einer Bergschenke in massiver Bauweise aus Backstein. Für die Gestaltung des Hauses wurden kontrastierende Baumaterialien verwandt. Der zum Tal weisende Südgiebel des Hauses verfügt über einen sogenannten Schwebgiebel aus Holz (im Bild nicht sichtbar). Türen und Fenster sind zum Teil noch im bauzeitlichen Zustand bzw. Erscheinungsbild erhalten.
Bis 2007 wurde im Haus die öffentliche Gaststätte „Zur Altenburg“ betrieben. Nach Umbauten dient das Gebäude heute hauptsächlich Wohnzwecken. Die Gasträume und das Außengelände werden für private Veranstaltungen vermietet. Eine Aufschrift „Gaststätte Altenburg“ ist erhalten.